# Podmoskovnye večera
Podmoskovnye večera (in russo Подмосковные вечера?; lett. "(Le) serate dei sobborghi moscoviti"), meglio conosciuta in Italia come Mezzanotte a Mosca, è una celebre canzone russa, scritta – originariamente con il titolo di Leningradskie večera (in russo Ленинградские вечера?; lett. "(Le) serate leningradesi") – dal compositore Vasilij Solov'ëv-Sedoj (Василий Соловьёв-Седой, 1907 - 1979) e dal poeta Michail Matusovskij (Миxaил Матусовский, 1915 - 1990) nel 1955.
È, insieme a Kalinka (Калинка) e Oči čërnye (Очи черные), una delle canzoni russe più famose di tutti i tempi e nel mondo.

## Storia

### Composizione e prima incisione
Il compositore Vasilij Solov'ëv-Sedoj e il poeta Mikhail Matusovskij scrissero il brano nel 1955 con il titolo di Leningradskie večera, ma il titolo fu poi cambiato in Podmoskovnye večera.
Con questo titolo, il brano venne inciso da un giovane attore teatrale, Vladimir Trošin (Владимир Трошин) per un documentario sulle Spartachiadi.

### Il successo nazionale e internazionale
Nel 1957 la canzone vinse il primo premio al Festival mondiale della gioventù, tenutosi in quell'anno a Mosca, guadagnando così una certa fama internazionale, prima in Cina e poi nel resto del mondo, anche grazie all'interpretazione di Van Cliburn.
Dal 1964 la canzone venne usata come segnale orario in una stazione radio sovietica.
Un'altra interpretazione famosa è quella dei fratelli Pëtr e Vladimir Svetlanov del 1965.

### Cover
Nel 1961 il brano venne inciso in versione strumentale con il titolo inglese Midnight in Moscow dal gruppo jazz Kenny Ball e i suoi Jazzmen, versione che raggiunse il secondo posto nelle classifiche statunitensi all'inizio del 1962.
In Francia venne incisa invece da Francis Lemarque in un adattamento non letterale dal titolo Le temps du muguet, ripreso anche in italiano da Tonina Torrielli con il titolo Tempo di mughetti.
Una cover francese più recente è invece quella incisa nel 2008 da Hélène Ségara con il titolo La famille que l'on a choisie.

## Testo
Il testo, accompagnato da una melodia malinconica, parla dei sentimenti provati da una persona – sentimenti difficili da descrivere – nelle serate d'estate nei sobborghi di Mosca, serate che trascorrono ascoltando canzoni, e osservando il paesaggio circostante (fiumi, la luna e l'alba) in cerca di una risposta che non si sa dare.

## Titoli nelle varie lingue
- Italiano: Mezzanotte a Mosca, Serate di Mosca o Tempo di mughetti
- Francese: Le nuits de Moscou o Le temps du muguet
- Inglese: Midnight in Moscow o Moscow Nights
- Spagnolo: Noches de Moscú
- Svedese: En natt i Moskva
- Ungherese: Moszkvai esték
- Finlandese: Moskovan illat
- Esperanto: Apudmoskvaj vesperoj
- Tedesco: Moskauer Naechte